# Phorbas dives
Phorbas dives är en svampdjursart som först beskrevs av Topsent 1891.  Phorbas dives ingår i släktet Phorbas och familjen Hymedesmiidae. Inga underarter finns listade i Catalogue of Life.